# Jorginho (calciatore 1964)
Jorginho, all'anagrafe Jorge de Amorim Campos (Rio de Janeiro, 17 agosto 1964), è un allenatore di calcio ed ex calciatore brasiliano, di ruolo difensore, campione del mondo con la nazionale brasiliana nel 1994..

## Carriera

### Giocatore

#### Club
A livello di club Jorginho giocò per l'América-RJ (1983-1984), per il Flamengo (1985-1989), per il Bayer Leverkusen (1989-1992), per il Bayern Monaco (1992-1995), per il Kashima Antlers (1995-1999), per il San Paolo (1999), per il Vasco da Gama (2000-2001), e per la Fluminense (2001-2003).
Giocò a fianco di Romário e di Bebeto nel 2001 nel Vasco da Gama.

#### Nazionale
Per la Nazionale brasiliana Jorginho giocò 64 volte, segnando tre reti. Partecipò ai Mondiali di Italia '90. 
Ai vittoriosi Mondiali 1994 contribuì con due assist, fra i quali il cross in semifinale contro la Svezia che propiziò il gol decisivo di Romário. In finale si infortunò dopo pochi minuti e venne sostituito da Cafu. Qualche settimana dopo la vittoria iridata fu nominato nell'All Star team del torneo.

### Allenatore
Nel 2006 fu assunto come allenatore dell'América-RJ. Il 31 luglio 2006 è stato preso come assistente allenatore della nazionale verde-oro. Nel 2010 è al Goiás e nel marzo 2011 è al Figueirense Futebol Clube.

## Palmarès

### Giocatore

#### Club

##### Competizioni statali
- Taça Guanabara: 3

América-RJ: 1984
Flamengo: 1988
Vasco da Gama: 2000
- Campionato Carioca: 1

1986

##### Competizioni nazionali
- Campionato brasiliano: 1

Vasco da Gama: 2000
- Campionato tedesco: 1

Bayern Monaco: 1993-1994
- Campionato giapponese: 1

Kashima Antlers: 1998

##### Competizioni internazionali
- Copa Mercosur: 1

Vasco da Gama: 2000

#### Nazionale

##### Competizioni giovanili e olimpiche
- Campionato mondiale Under-20: 1

Messico 1983
- Argento olimpico: 1

Seul 1988

##### Competizioni maggiori
- Coppa America: 1

Brasile 1989
- Campionato mondiale: 1

Stati Uniti 1994
- Coppa Stanley Rous: 1

1995

#### Individuale
- Miglior giocatore della J-League: 1

1996
- Miglior 11 della J-League: 1

1996
- Miglior giocatore della Coppa J. League: 1

1997

## Statistiche

### Cronologia presenze e reti in nazionale
| Cronologia completa delle presenze e delle reti in nazionale ― Brasile | Cronologia completa delle presenze e delle reti in nazionale ― Brasile | Cronologia completa delle presenze e delle reti in nazionale ― Brasile | Cronologia completa delle presenze e delle reti in nazionale ― Brasile | Cronologia completa delle presenze e delle reti in nazionale ― Brasile | Cronologia completa delle presenze e delle reti in nazionale ― Brasile | Cronologia completa delle presenze e delle reti in nazionale ― Brasile | Cronologia completa delle presenze e delle reti in nazionale ― Brasile |
| Data                                                                   | Città                                                                  | In casa                                                                | Risultato                                                              | Ospiti                                                                 | Competizione                                                           | Reti                                                                   | Note                                                                   |
| ---------------------------------------------------------------------- | ---------------------------------------------------------------------- | ---------------------------------------------------------------------- | ---------------------------------------------------------------------- | ---------------------------------------------------------------------- | ---------------------------------------------------------------------- | ---------------------------------------------------------------------- | ---------------------------------------------------------------------- |
| 21-6-1987                                                              | Florianópolis                                                          | Brasile                                                                | 4 – 1                                                                  | Ecuador                                                                | Amichevole                                                             | 1                                                                      | Ingresso                                                               |
| 7-7-1988                                                               | Melbourne                                                              | Australia                                                              | 0 – 1                                                                  | Brasile                                                                | Amichevole                                                             | -                                                                      |                                                                        |
| 10-7-1988                                                              | Melbourne                                                              | Brasile                                                                | 0 – 0                                                                  | Argentina                                                              | Amichevole                                                             | -                                                                      |                                                                        |
| 13-7-1988                                                              | Melbourne                                                              | Brasile                                                                | 4 – 1                                                                  | Arabia Saudita                                                         | Amichevole                                                             | 1                                                                      |                                                                        |
| 17-7-1988                                                              | Sydney                                                                 | Australia                                                              | 0 – 2                                                                  | Brasile                                                                | Amichevole                                                             | -                                                                      | 62’                                                                    |
| 28-7-1988                                                              | Oslo                                                                   | Norvegia                                                               | 1 – 1                                                                  | Brasile                                                                | Amichevole                                                             | -                                                                      |                                                                        |
| 3-8-1988                                                               | Vienna                                                                 | Austria                                                                | 0 – 2                                                                  | Brasile                                                                | Amichevole                                                             | -                                                                      |                                                                        |
| 12-10-1988                                                             | Anversa                                                                | Belgio                                                                 | 1 – 2                                                                  | Brasile                                                                | Amichevole                                                             | -                                                                      |                                                                        |
| 15-3-1989                                                              | Cuiabá                                                                 | Brasile                                                                | 1 – 0                                                                  | Ecuador                                                                | Amichevole                                                             | -                                                                      |                                                                        |
| 12-4-1989                                                              | Teresina                                                               | Brasile                                                                | 2 – 0                                                                  | Paraguay                                                               | Amichevole                                                             | -                                                                      |                                                                        |
| 10-5-1989                                                              | Fortaleza                                                              | Brasile                                                                | 4 – 1                                                                  | Perù                                                                   | Amichevole                                                             | -                                                                      |                                                                        |
| 24-5-1989                                                              | Lima                                                                   | Perù                                                                   | 1 – 1                                                                  | Brasile                                                                | Amichevole                                                             | -                                                                      |                                                                        |
| 8-6-1989                                                               | Rio de Janeiro                                                         | Brasile                                                                | 4 – 0                                                                  | Portogallo                                                             | Amichevole                                                             | -                                                                      | 66’                                                                    |
| 13-8-1989                                                              | Santiago del Cile                                                      | Cile                                                                   | 1 – 1                                                                  | Brasile                                                                | Qual. Mondiali 1990                                                    | -                                                                      | 9’ 59’                                                                 |
| 20-8-1989                                                              | San Paolo                                                              | Brasile                                                                | 6 – 0                                                                  | Venezuela                                                              | Qual. Mondiali 1990                                                    | -                                                                      |                                                                        |
| 3-9-1989                                                               | Rio de Janeiro                                                         | Brasile                                                                | 2 – 0                                                                  | Cile                                                                   | Qual. Mondiali 1990                                                    | -                                                                      |                                                                        |
| 14-10-1989                                                             | Bologna                                                                | Italia                                                                 | 0 – 1                                                                  | Brasile                                                                | Amichevole                                                             | -                                                                      |                                                                        |
| 20-12-1989                                                             | Rotterdam                                                              | Paesi Bassi                                                            | 0 – 1                                                                  | Brasile                                                                | Amichevole                                                             | -                                                                      |                                                                        |
| 28-3-1990                                                              | Londra                                                                 | Inghilterra                                                            | 1 – 0                                                                  | Brasile                                                                | Amichevole                                                             | -                                                                      |                                                                        |
| 5-5-1990                                                               | Campinas                                                               | Brasile                                                                | 2 – 1                                                                  | Bulgaria                                                               | Amichevole                                                             | -                                                                      |                                                                        |
| 13-5-1990                                                              | Rio de Janeiro                                                         | Brasile                                                                | 3 – 3                                                                  | Germania Est                                                           | Amichevole                                                             | -                                                                      |                                                                        |
| 10-6-1990                                                              | Torino                                                                 | Brasile                                                                | 2 – 1                                                                  | Svezia                                                                 | Mondiali 1990 - 1º turno                                               | -                                                                      |                                                                        |
| 16-6-1990                                                              | Torino                                                                 | Brasile                                                                | 1 – 0                                                                  | Costa Rica                                                             | Mondiali 1990 - 1º turno                                               | -                                                                      | 88’                                                                    |
| 20-6-1990                                                              | Torino                                                                 | Brasile                                                                | 1 – 0                                                                  | Scozia                                                                 | Mondiali 1990 - 1º turno                                               | -                                                                      |                                                                        |
| 24-6-1990                                                              | Torino                                                                 | Brasile                                                                | 0 – 1                                                                  | Argentina                                                              | Mondiali 1990 - Ottavi di finale                                       | -                                                                      |                                                                        |
| 11-9-1991                                                              | Cardiff                                                                | Galles                                                                 | 1 – 0                                                                  | Brasile                                                                | Amichevole                                                             | -                                                                      |                                                                        |
| 26-8-1992                                                              | Parigi                                                                 | Francia                                                                | 0 – 2                                                                  | Brasile                                                                | Amichevole                                                             | -                                                                      |                                                                        |
| 16-12-1992                                                             | Porto Alegre                                                           | Brasile                                                                | 3 – 1                                                                  | Germania                                                               | Amichevole                                                             | 1                                                                      |                                                                        |
| 10-6-1993                                                              | Washington                                                             | Brasile                                                                | 3 – 3                                                                  | Germania                                                               | U.S. Cup 1993                                                          | -                                                                      |                                                                        |
| 13-6-1993                                                              | Washington                                                             | Inghilterra                                                            | 1 – 1                                                                  | Brasile                                                                | U.S. Cup 1993                                                          | -                                                                      |                                                                        |
| 14-7-1993                                                              | Rio de Janeiro                                                         | Brasile                                                                | 2 – 0                                                                  | Paraguay                                                               | Amichevole                                                             | -                                                                      | 63’                                                                    |
| 18-7-1993                                                              | Quito                                                                  | Ecuador                                                                | 0 – 0                                                                  | Brasile                                                                | Qual. Mondiali 1994                                                    | -                                                                      |                                                                        |
| 25-7-1993                                                              | La Paz                                                                 | Bolivia                                                                | 2 – 0                                                                  | Brasile                                                                | Qual. Mondiali 1994                                                    | -                                                                      | 46’                                                                    |
| 1-8-1993                                                               | San Cristóbal                                                          | Venezuela                                                              | 1 – 5                                                                  | Brasile                                                                | Qual. Mondiali 1994                                                    | -                                                                      |                                                                        |
| 15-8-1993                                                              | Montevideo                                                             | Uruguay                                                                | 1 – 1                                                                  | Brasile                                                                | Qual. Mondiali 1994                                                    | -                                                                      |                                                                        |
| 22-8-1993                                                              | San Paolo                                                              | Brasile                                                                | 2 – 0                                                                  | Ecuador                                                                | Qual. Mondiali 1994                                                    | -                                                                      |                                                                        |
| 15-8-1993                                                              | Montevideo                                                             | Uruguay                                                                | 1 – 1                                                                  | Brasile                                                                | Qual. Mondiali 1994                                                    | -                                                                      |                                                                        |
| 22-8-1993                                                              | San Paolo                                                              | Brasile                                                                | 2 – 0                                                                  | Ecuador                                                                | Qual. Mondiali 1994                                                    | -                                                                      |                                                                        |
| 19-9-1993                                                              | Rio de Janeiro                                                         | Brasile                                                                | 2 – 0                                                                  | Uruguay                                                                | Qual. Mondiali 1994                                                    | -                                                                      |                                                                        |
| 17-11-1993                                                             | Colonia                                                                | Germania                                                               | 2 – 1                                                                  | Brasile                                                                | Amichevole                                                             | -                                                                      | Ammonizione                                                            |
| 16-12-1993                                                             | Guadalajara                                                            | Messico                                                                | 0 – 1                                                                  | Brasile                                                                | Amichevole                                                             | -                                                                      |                                                                        |
| 3-5-1994                                                               | Florianópolis                                                          | Brasile                                                                | 3 – 0                                                                  | Islanda                                                                | Amichevole                                                             | -                                                                      | 46’                                                                    |
| 5-6-1994                                                               | Edmonton                                                               | Canada                                                                 | 1 – 1                                                                  | Brasile                                                                | Amichevole                                                             | -                                                                      | 65’                                                                    |
| 8-6-1994                                                               | San Diego                                                              | Brasile                                                                | 8 – 2                                                                  | Honduras                                                               | Amichevole                                                             | -                                                                      | 38’                                                                    |
| 12-6-1994                                                              | Fresno                                                                 | Brasile                                                                | 4 – 0                                                                  | El Salvador                                                            | Amichevole                                                             | -                                                                      |                                                                        |
| 20-6-1994                                                              | Palo Alto                                                              | Brasile                                                                | 2 – 0                                                                  | Russia                                                                 | Mondiali 1994 - 1º turno                                               | -                                                                      |                                                                        |
| 24-6-1994                                                              | Palo Alto                                                              | Brasile                                                                | 3 – 0                                                                  | Camerun                                                                | Mondiali 1994 - 1º turno                                               | -                                                                      |                                                                        |
| 28-6-1994                                                              | Detroit                                                                | Brasile                                                                | 1 – 1                                                                  | Svezia                                                                 | Mondiali 1994 - 1º turno                                               | -                                                                      |                                                                        |
| 4-7-1994                                                               | Palo Alto                                                              | Brasile                                                                | 1 – 0                                                                  | Stati Uniti                                                            | Mondiali 1994 - Ottavi di finale                                       | -                                                                      | 16’                                                                    |
| 9-7-1994                                                               | Dallas                                                                 | Paesi Bassi                                                            | 2 – 3                                                                  | Brasile                                                                | Mondiali 1994 - Quarti di finale                                       | -                                                                      |                                                                        |
| 13-7-1994                                                              | Pasadena                                                               | Svezia                                                                 | 0 – 1                                                                  | Brasile                                                                | Mondiali 1994 - Semifinale                                             | -                                                                      |                                                                        |
| 17-7-1994                                                              | Pasadena                                                               | Brasile                                                                | 0 – 0 dts (3 – 2 dtr)                                                  | Italia                                                                 | Mondiali 1994 - Finale                                                 | -                                                                      | 21’                                                                    |
| 23-12-1994                                                             | Porto Alegre                                                           | Brasile                                                                | 2 – 0                                                                  | Jugoslavia                                                             | Amichevole                                                             | -                                                                      |                                                                        |
| 4-6-1995                                                               | Birmingham                                                             | Brasile                                                                | 1 – 0                                                                  | Svezia                                                                 | Umbro Cup                                                              | -                                                                      |                                                                        |
| 6-6-1995                                                               | Liverpool                                                              | Brasile                                                                | 3 – 0                                                                  | Giappone                                                               | Umbro Cup                                                              | -                                                                      |                                                                        |
| 11-6-1995                                                              | Londra                                                                 | Inghilterra                                                            | 1 – 3                                                                  | Brasile                                                                | Umbro Cup                                                              | -                                                                      |                                                                        |
| 29-6-1995                                                              | Recife                                                                 | Brasile                                                                | 2 – 1                                                                  | Polonia                                                                | Amichevole                                                             | -                                                                      |                                                                        |
| 7-7-1995                                                               | Rivera                                                                 | Brasile                                                                | 1 – 0                                                                  | Ecuador                                                                | Coppa America 1995 - 1º turno                                          | -                                                                      |                                                                        |
| 10-7-1995                                                              | Rivera                                                                 | Brasile                                                                | 2 – 0                                                                  | Perù                                                                   | Coppa America 1995 - 1º turno                                          | -                                                                      |                                                                        |
| 13-7-1995                                                              | Rivera                                                                 | Brasile                                                                | 3 – 0                                                                  | Colombia                                                               | Coppa America 1995 - 1º turno                                          | -                                                                      |                                                                        |
| 17-7-1995                                                              | Rivera                                                                 | Brasile                                                                | 2 – 2 dts (4 – 2 dtr)                                                  | Argentina                                                              | Coppa America 1995 - Quarti di finale                                  | -                                                                      |                                                                        |
| 20-7-1995                                                              | Maldonado                                                              | Brasile                                                                | 1 – 0                                                                  | Stati Uniti                                                            | Coppa America 1995 - Semifinale                                        | -                                                                      |                                                                        |
| 23-7-1995                                                              | Montevideo                                                             | Uruguay                                                                | 1 – 1 dts (5 – 3 dtr)                                                  | Brasile                                                                | Coppa America 1995 - Finale                                            | -                                                                      |                                                                        |
| 9-8-1995                                                               | Tokyo                                                                  | Giappone                                                               | 1 – 5                                                                  | Brasile                                                                | Amichevole                                                             | -                                                                      | 87’                                                                    |
| Totale                                                                 |                                                                        | Presenze                                                               | 64                                                                     |                                                                        | Reti                                                                   | 3                                                                      |                                                                        |